# Mac Bohonnon
David McLaren 'Mac' Bohonnon (New Haven, 1995. március 27. –) amerikai síakrobata.

## Élete
Szülei kétévesen kezdték el síelni tanítani. 2009-ben, tizennégy évesen vett részt először nemzetközi versenyen. Ekkor még az utolsó helyen végzett, de napi hét óra edzéssel feltornázta magát. 2012-ben, a nemzeti bajnokságon bronzérmet szerzett. A 2012-es FIS junior az vb-n 5. helyet szerezte meg ugrásban, 2013-ban csak hetedikként zárt.
2014 januárjában a Nemzetközi Sí Szövetségtől (FIS) megkapta az Év Freestyle Újonca (Freestyle Rookie of the Year) díjat.
2014-ben Szocsiban, tizennyolc évesen, a téli olimpia síakrobatika férfi ugrás versenyszámában az 5. lett. Négy évvel később, a phjongcshangi téli olimpián, a férfi síakrobaták versenyének első fordulója után a 23. helyen végzett, míg a második fordulóban – 112,39 pontot kapott ugrására a bíróktól, mellyel – feljött a 11. helyre, de nem volt elég ahhoz, hogy bekerüljön a döntőbe. Így végül – a 25 fő mezőnyben – a 17. helyen végzett.